# Zendaya
Zendaya Maree Stoermer Coleman, művésznevén Zendaya (Oakland, Kalifornia, 1996. szeptember 1. –) Golden Globe-, és kétszeres Primetime Emmy-díjas amerikai színésznő, énekesnő és táncos.
Legismertebb szerepe az Indul a risza! című sorozatban Raquel „Rocky” Blue, valamint a K.C., a tinikém c. sorozatban K.C. Cooper. 2019-ben főszerepet kapott az HBO drámasorozatában, az Eufóriában mint Rue Bennett; ezen alakításáért 2020-ban Emmy-díjat kapott „a legjobb színésznő drámasorozatban” kategóriában. Ismert még a Pókember: Hazatérés című filmből is. 2013-ban adta ki első stúdióalbumát, a Zendayát, amelynek első kislemeze, a Replay július 16-án jelent meg. A televíziós sorozatok és filmek utáni mozifilmes karrierje 2017-ben indult a Pókember: Hazatérés című filmmel, majd ugyanazon év decemberében került a mozikba a A legnagyobb showman c. musical is, melyben Anne Wheelert alakította. Ezek után a 2021-ben a Pókember: Nincs hazaút c. filmben alakította MJ karakterét. Majd a Dűne című filmben ő alakította Chani karakterét 2021- ben, majd 2024-ben a Dűne második részében szintén Chaniként szerepelt

## Gyermekkora és a színházi szereplések
Zendaya 1996 szeptember első napján, Oakland-ben született. Szülei Kazembe Ajamu Coleman és Claire Stoermer. 2 fiútestvére és 3 lánytestvére van,  Austin, Julien, AnnaBella, Kaylee és Katianna. Tanulmányait az Oakland School for the Artsban végezte.  3 éven át egy hiphop tánccsapatban, a Future Shock Oakland-ben táncolt.
Mivel az édesanyja a California Shakespeare Theater-ben dolgozott, maga Zendaya is sok időt töltött ott, és a színház ifjúsági programjában tanult, valamint néhány produkcióban is fellépett. Szerepelt a Once Upon This Island-ben a Berkeley Playhouse-nál, ahol Little Ti Moune-t alakította. Szintén színészkedett a CalShakes Conservatory nevű programnál az American Conservatory színházban, valamint olyan színpadi előadásokban is szerepelt, mint a III. Richárd, a Twelfth Night vagy az As You Like It.

## Karrierje

### 2009-2012: Videóklipek, és az Indul a risza!

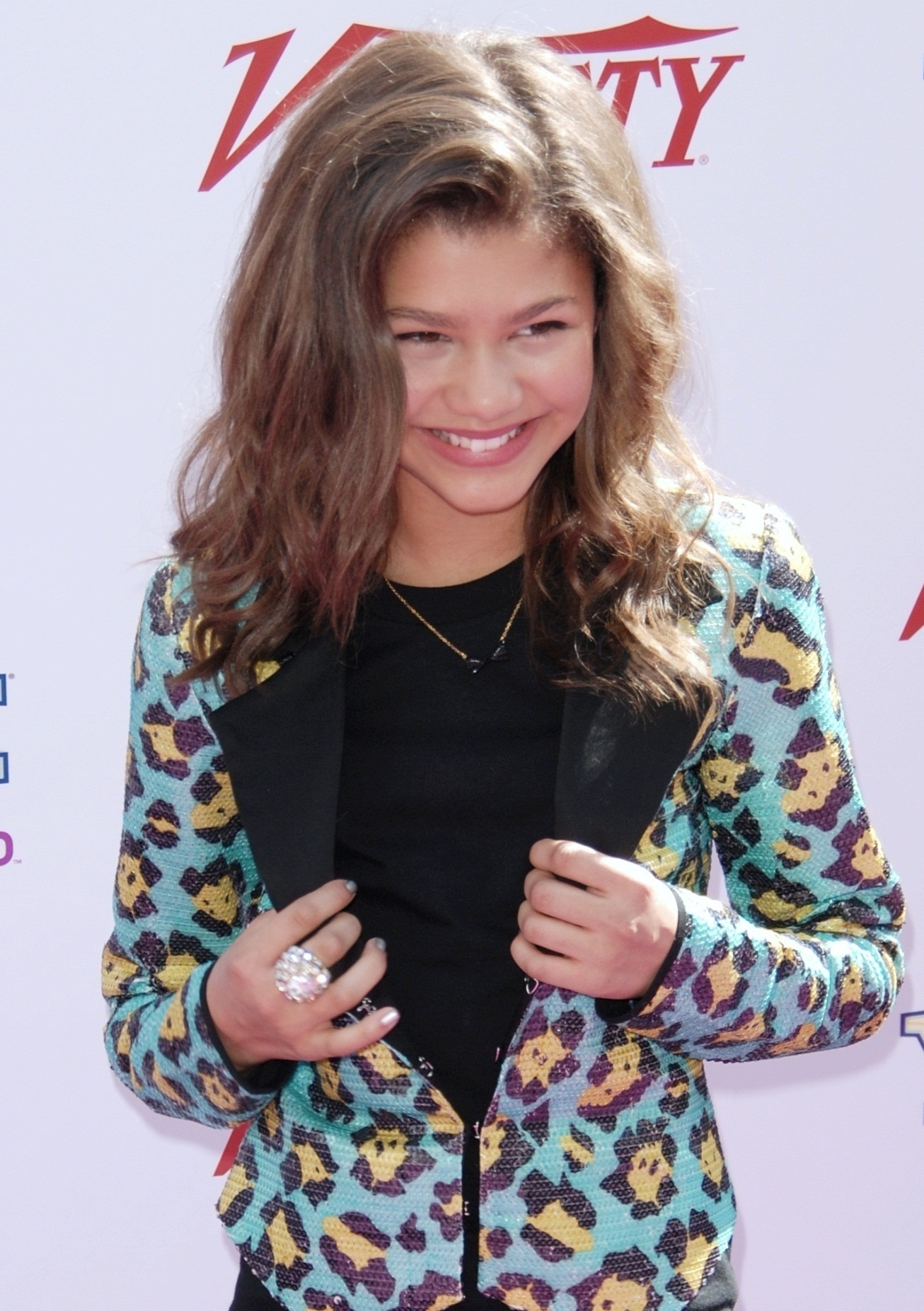
Zendaya 2010 októberében

Zendaya először a Macy, a Mervyns és az Old Navy ruhagyártó cégeknek modellkedett. Később reklámokban is feltűnt. 2009-ben a Kidz Bop által készített videóban is énekelt, ahol másokkal együtt Katy Perry-től a Hot 'n Cold-ot dolgozta fel. Szintén ebben az évben jelentkezett az Indul a risza! meghallgatására, Cece Jones szerepére, de végül  Rocky Blue-t alakította a sorozatban. Szintén 2009-ben háttértáncosként szerepelt Selena Gomez Sears Arrive c. videóklipjében.
2011-ben megjelent a legelső száma, a Swag It Out, melyhez aztán videóklip is készült. Ezután a From Bad To Cursed című könyv előzetesében vállalt szerepet. 2011. június 21-én jelent meg a Bella Thorne-nal elénekelt szám, a Watch Me, ami a sorozat 1. évadának albumára került fel, és a Billboard Hot 100-as listáján a 86. helyig jutott. A dalt a Walt Disney adta ki.
Az első filmszerepét a Bar/átokban kapta meg, ahol Halleyt alakította. 2012 márciusában a Something to Dance For című száma is megjelent, mely a Shake It Up: Live 2 Dance korongra került föl. Az albumra ezen kívül Zendaya 3 számot is énekelt Bellával: a Made In Japant, a Same Heartot, és a Fashion Is My Kryptonite-tot. Augusztusban leszerződött a Hollywood Records-hoz.

### 2013-2014: Első szólóalbum, könyv, egyéb projektek
2013-ban a Dancing with the Stars nevű amerikai táncvetélkedő 16. évadában vett részt Val Chmerkovskiyjal. Egészen a műsor 16. évadáig Zendaya volt a legfiatalabb résztvevő. A show végén ő és Val a 2. helyezést érte el.
A színész-énekesnő első könyve 2013. augusztus 6-án jelent meg Disney Hyperion kiadónál és a Between U and Me: How to Rock Your Tween Years with Style and Confidence címet kapta. A könyv 224 oldalas.
Zendaya debütáló albuma 2013. szeptember 17-én jelent meg, ami saját magáról lett elnevezve, és a Billboard 200-as listáján az 51. helyig jutott. A korong első kislemeze, a Replay július 16-án jelent meg, és a Billboard Hot 100-on a 40. helyet szerezte meg. A dalt Zendaya mellett Mick Schultz, Tiffany Fred és Paul "Phamous" Shelton írta. Érdekesség a számmal kapcsolatban, hogy eredetileg egy másik előadónak szánták, de több hónapnyi győzködés után Zendaya végül felvehette a szerzeményt.
2013-ban megkapta Zoey Stevens szerepét a Megkutyulva (Zapped) című Disney filmben, ami 2014-ben lett bemutatva. A filmhez Zendaya énekelt egy dalt, aminek a címe: Too Much, és 2014 júniusában jelent meg. 2013 végén újabb főszerepet kapott a Disney-nél, a K. C., a tinikém című sorozatban.

### 2015-: Ruhamárka és a mozifilmek
2015 májusában diplomázott az Oak Park High School-ban, Kaliforniában, és érdekesség, hogy egykori Dancing with the Stars-partnere, Val Chmerkovskiy is részt vett az eseményen.
Szintén 2015-ben Zendaya saját ruhamárkát készített  a Carmex-szel, mely a Daya by Zendaya nevet kapta.
A K. C., a tinikém-et 2015 januárjában mutatták be, a második évadot májusban rendelte be a Disney. 2016 októberében harmadik évad is meg lett rendelve, így folytatódott a sorozat.
2016. február 3-án Zendaya új számot jelentetett meg, ami a Something New címet kapta. A dalban közreműködik Chris Brown amerikai énekes-színész-táncos-dalszövegíró is. Májusban vendégként visszatért egy adásra a Dancing with the Stars showba, egy különleges estén, ami a "Disney Night" nevet kapta.

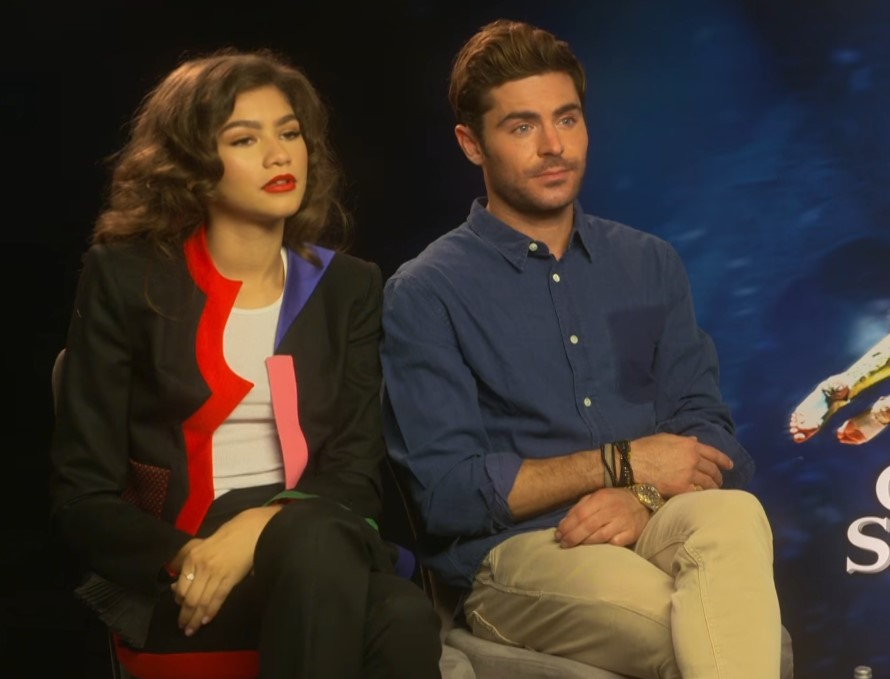
Zendaya és Zac Efron

2017-ben Zendaya a fura lányt, Michelle-t játssza a legújabb Pókember-filmben, a Pókember - Hazatérésben. A film 2017 júliusában került a mozikba. Ugyanezen év augusztusában szerepelt Bruno Mars "Versace on the Floor" című videóklipjében, amit 13-án tettek közzé. A klipet Mars és Cameron Duddy rendezte. 2017 júliusában helyet kapott a Vogue című magazin címlapján
Ugyanezen év októberében kiderült, hogy vége a K.C., a tinikém sorozatnak.
2017. decemberében mutatták be A legnagyobb showman (The Greatest Showman) című filmet, amiben Zendaya is szerepet kapott: Anne Wheeler-t, Zac Efron partnerét alakítja a Hugh Jackman főszereplésével készült cirkusz-filmben. A film az első teljes hosszú hétvégén (szerdától vasárnapig) 19 millió dollárt hozott, ami egy karácsonykor megjelenő filmnél nem igazán jó eredmény. Hugh Jackman, a film főszereplője azt nyilatkozta Zendaya-ról: Abszolút szupersztár lesz belőle!, és egynek nevezte a hihetetlen fiatalok közül.

## Magánélete, családja
Szülei, Kazembe és Claire 8 év házasság után 2016-ban elváltak. Zendaya vegetáriánus, elmondása szerint: „A vegetarianizmusom fő oka az, hogy állatbarát vagyok, határozottan NEM az, hogy szeretem a zöldségeket.” Anyja, Claire német, skót, ír és angol származású. Apja, Kazembe Ajamu pedig Arkansasban élő afroamerikai családból származik. Neve azt jelenti sona nyelven, hogy „köszönetet adni”. Ezt a nyelvet Zimbabwéban beszélik. Maree nyolcéves korában kapta Midnight (Éjfél) nevű kutyáját, ami 2015 októberében pusztult el. Ugyanezen év szentestéjén Zendaya új kutyát kapott, neve Noon, azaz „Dél”. Zendaya Maree 178 cm magas. Kedvenc étele a burrito. A Pókember forgatásain ismerkedett meg Tom Hollanddal, akivel összejöttek. 2022-ben az álompár Londonban vett közös házat, annak felújítása után nyáron be is költöztek[forrás?].

## Diszkográfia

### Albumok
| Cím     | Az album adatai                                                                                   |
| ------- | ------------------------------------------------------------------------------------------------- |
| Zendaya | - Megjelent: 2013. szeptember 17. - Kiadó: Hollywood Records - Formátumok: CD, Digitális letöltés |

### Kislemezek

#### Más énekes közreműködésével készült dalok
- Watch Me (Bella Thorne közreműködésével) (2011)
- Fashion Is My Kryptonite (Bella Thorne közreműködésével) (2012)
- Contagious Love (Bella Thorne közreműködésével) (2013)
- Something New (Chris Brown közreműködésével) (2016)

#### Egyedüli előadóként
| Cím                    | A dal adatai                                                                            |
| ---------------------- | --------------------------------------------------------------------------------------- |
| Swag It Out            | - Megjelent: 2011. május 30. - Kiadó: független kiadás - Hossz: 3:12                    |
| Something to Dance For | - Megjelent: 2012. március 6. - Kiadó: Walt Disney Records - Hossz: 2:42                |
| Replay                 | - Megjelent: 2013. július 16. - Kiadó: Hollywood Records - Hossz: 3:29                  |
| Something New          | - Megjelent: 2016. február 3. - Kiadó: Hollywood Records Republic Records - Hossz: 3:32 |

## Filmográfia

### Film
| Év   | Magyar cím             | Eredeti cím               | Szerep               | Magyar hang        | Rendező               |
| ---- | ---------------------- | ------------------------- | -------------------- | ------------------ | --------------------- |
| 2013 | Szuperebek             | Super Buddies             | Lollipop (hangja)    |                    | Robert Vince          |
| 2017 | Pókember: Hazatérés    | Spider-Man: Homecoming    | Michelle „MJ” Jones  | Csuha Borbála      | Jon Watts             |
| 2017 | A legnagyobb showman   | The Greatest Showman      | Anne Wheeler         | Törőcsik Franciska | Michael Gracey        |
| 2018 | Apróláb                | Smallfoot                 | Micsi (hangja)       | Csuha Borbála      | Karey Kirkpatrick     |
| 2018 | Apróláb                | Smallfoot                 | Micsi (hangja)       | Radics Gigi (ének) | Karey Kirkpatrick     |
| 2018 | Jönnek a kacsák        | Duck Duck Goose           | Chi (hangja)         | Tamási Nikolett    | Chris Jenkins         |
| 2019 | Pókember: Idegenben    | Spider-Man: Far From Home | Michelle „MJ” Jones  | Csuha Borbála      | Jon Watts             |
| 2021 | Malcolm és Marie       | Malcolm & Marie           | Marie                |                    | Sam Levinson          |
| 2021 | Space Jam: Új kezdet   | Space Jam: A New Legacy   | Lola nyuszi (hangja) | Szabó Zsófi        | Malcolm D. Lee        |
| 2021 | Dűne                   | Dune                      | Chani                | Törőcsik Franciska | Denis Villeneuve      |
| 2021 | Pókember: Nincs hazaút | Spider-Man: No Way Home   | Michelle „MJ” Jones  | Csuha Borbála      | Jon Watts             |
| 2024 | Dűne: Második rész     | Dune: Part Two            | Chani                | Törőcsik Franciska | Denis Villeneuve      |
| 2024 | Challengers            | Challengers               | Tashi Donaldson      | Törőcsik Franciska | Luca Guadagnino       |
| 2026 |                        | The Odyssey               | ismeretlen szerep    |                    | Christopher Nolan     |
| 2026 |                        | Spider-Man: Brand New Day | Michelle „MJ” Jones  |                    | Destin Daniel Cretton |
| 2026 | Dűne: Harmadik rész    | Dune: Part Three          | Chani                |                    | Denis Villeneuve      |
| 2027 | Shrek 5.               | Shrek 5                   | Felicia (hangja)     |                    | Walt Dohrn            |
| 2027 | Shrek 5.               | Shrek 5                   | Felicia (hangja)     | Conrad Vernon      |                       |

### Televízió
| Év        | Magyar cím                   | Eredeti cím                | Szerep           | Megjegyzés                                             |
| --------- | ---------------------------- | -------------------------- | ---------------- | ------------------------------------------------------ |
| 2010–2013 | Indul a risza!               | Shake It Up                | Rocky Blue       | - főszerep - magyar hangja Csuha Borbála               |
| 2011      | Sok sikert, Charlie!         | Good Luck Charlie          | Rocky Blue       | 1 epizód                                               |
| 2011      |                              | PrankStars: Walk the Prank |                  | - televíziós sorozat - 1 epizód                        |
| 2011      | Csingiling és a nagy verseny | Pixie Hollow Games         | Páfrány (hangja) | - televíziós különkiadás - magyar hangja Czető Zsanett |
| 2012      | Zsenipalánták                | A.N.T. Farm                | Sequoia Jones    | 1 epizód                                               |
| 2012      | Bar/átok                     | Frenemies                  | Halley Brandon   | - tévéfilm - magyar hangja Csuha Borbála               |
| 2013      |                              | Dancing with the Stars     | önmaga           | 16. évadban versenyző, második helyezett lett          |
| 2013      |                              | The Story of Zendaya       | önmaga           | - televíziós sorozat - főszerep                        |
| 2014      |                              | The Making of SWAY         | önmaga           | 8 epizód                                               |
| 2014      |                              | SWAY: A Dance Trilogy      | önmaga           | TV táncos show-műsor                                   |
| 2014      | Megkutyulva                  | Zapped                     | Zoey Stevens     | - tévéfilm - magyar hangja Csuha Borbála               |
| 2015–2018 | K.C., a tinikém              | K.C. Undercover            | K.C. Cooper      | - főszerep - magyar hangja Csuha Borbála               |
| 2015      | Feketék fehéren              | Black-ish                  | Rasheida         | 1 epizód                                               |
| 2016      |                              | America's Next Top Model   | önmaga           | 1 epizód                                               |
| 2017      |                              | Walk the Prank             | önmaga           | 1 epizód                                               |
| 2017      |                              | Lip Sync Battle            | önmaga           | 1 epizód                                               |
| 2019      | Angyal?                      | The OA                     | Fola             | 3 epizód                                               |
| 2019–     | Eufória                      | Euphoria                   | Rue Bennett      | - főszerep - magyar hangja Csuha Borbála               |

## Díjak és jelölések
| Év   | Díj                             | Kategória                                                                                                   | Munka                      | Eredmény |
| ---- | ------------------------------- | --- | -------------------------- | -------- |
| 2011 | Young Artist Award              | Kiemelkedő fiatal szereplőgárda televíziós sorozatban (Megosztva a szereplőgárdával)                        | Indul a risza!             | Jelölve  |
| 2012 | Young Artist Awards             | Kiemelkedő fiatal szereplőgárda televíziós sorozatban (Megosztva a szereplőgárdával)                        | Indul a risza!             | Jelölve  |
| 2012 | Young Artist Awards             | Kiemelkedő alakítás televíziós sorozatban - Fiatal főszereplő                                               | Indul a risza!             | Jelölve  |
| 2012 | NAACP Image Awards              | Kiemelkedő alakítás fiataloknak/gyerekeknek szóló televíziós programban (TV-sorozat vagy speciális epizód)  | Indul a risza!             | Jelölve  |
| 2013 | Young Artist Awards             | Kiemelkedő alakítás televíziós filmben, minisorozatban, pilot- vagy speciális epizódban - Fiatal főszereplő | Bar/átok                   | Jelölve  |
| 2013 | Radio Disney Music Awards       | Legjobb zenei videó                                                                                         | "Fashion Is My Kryptonite" | Jelölve  |
| 2014 | Radio Disney Music Awards       | Feltörekvő előadó                                                                                           | önmaga                     | Jelölve  |
| 2014 | Radio Disney Music Awards       | Legjobb stílus                                                                                              | önmaga                     | Elnyerte |
| 2014 | BET Awards                      | Fiatal sztárok díja                                                                                         | önmaga                     | Jelölve  |
| 2014 | Teen Choice Awards              | Kiemelkedő alakítás fiataloknak/gyerekeknek szóló televíziós programban                                     | önmaga                     | Jelölve  |
| 2014 | Teen Choice Awards              | Kedvenc stílusikon - Candie választása                                                                      | önmaga                     | Elnyerte |
| 2015 | Radio Disney Music Awards       | Legjobb stílus                                                                                              | önmaga                     | Jelölve  |
| 2015 | BET Awards                      | Fiatal sztárok díja                                                                                         | önmaga                     | Jelölve  |
| 2015 | Teen Choice Awards              | Kedvenc tévés színésznő - Vígjáték                                                                          | K.C., a tinikém            | Jelölve  |
| 2016 | Nickelodeon Kids’ Choice Awards | Kedvenc tévés színésznő                                                                                     | K.C., a tinikém            | Elnyerte |
| 2016 | Radio Disney Music Awards       | Legjobb stílus                                                                                              | önmaga                     | Jelölve  |
| 2016 | Teen Choice Awards              | Kedvenc R&B/hip-hop dal                                                                                     | Something New              | Jelölve  |
| 2016 | Teen Choice Awards              | Kedvenc stílus - Nő                                                                                         | önmaga                     | Elnyerte |
| 2017 | Nickelodeon Kids' Choice Awards | Kedvenc női TV-sztár                                                                                        | K.C., a tinikém            | Elnyerte |
| 2017 | Teen Choice Awards              | Legjobb televíziós színésznő - vígjáték                                                                     | K.C., a tinikém            | Jelölve  |
| 2017 | Teen Choice Awards              | Legjobb nyári színésznő                                                                                     | Pókember: Hazatérés        | Elnyerte |
| 2017 | Teen Choice Awards              | Feltörekvő filmszár                                                                                         | Pókember: Hazatérés        | Jelölve  |
| 2017 | Teen Choice Awards              | Choice Twit                                                                                                 | önmaga                     | Jelölve  |
| 2017 | Teen Choice Awards              | Kedvenc TV-színésznő - Vígjáték                                                                             | önmaga                     | Jelölve  |
| 2017 | Teen Choice Awards              | Legszexibb nő                                                                                               | önmaga                     | Jelölve  |
| 2018 | Nickelodeon Kids' Choice Awards | Kedvenc tévés színésznő                                                                                     | K.C., a tinikém            | Jelölve  |
| 2018 | Nickelodeon Kids' Choice Awards | Kedvenc filmes színésznő                                                                                    | Pókember: Hazatérés        | Elnyerte |
| 2018 | Saturn Awards                   | Legjobb fiatal színész                                                                                      | Pókember: Hazatérés        | Jelölve  |
| 2018 | Teen Choice Awards              | Kedvenc színésznő - dráma                                                                                   | A legnagyobb showman       | Elnyerte |
| 2018 | Teen Choice Awards              | Choice Movie ’Ship                                                                                          | A legnagyobb showman       | Elnyerte |
| 2018 | Teen Choice Awards              | Choice Liplock                                                                                              | A legnagyobb showman       | Jelölve  |
| 2018 | Teen Choice Awards              | Kedvenc együttműködés                                                                                       | "Rewrite the Stars"        | Elnyerte |
| 2018 | Teen Choice Awards              | Stílusikon                                                                                                  | önmaga                     | Jelölve  |
| 2019 | Szaturnusz-díj                  | Legjobb női mellékszereplő                                                                                  | Pókember: Idegenben        | Elnyerte |
| 2020 | Primetime Emmy-díj              | Legjobb női főszereplő (drámasorozat)                                                                       | Eufória                    | Elnyerte |
| 2022 | Primetime Emmy-díj              | Legjobb női főszereplő (drámasorozat)                                                                       | Eufória                    | Elnyerte |
| 2022 | Primetime Emmy-díj              | Legjobb zene és szöveg                                                                                      | Eufória                    | Jelölve  |
| 2022 | Primetime Emmy-díj              | Legjobb zene és szöveg                                                                                      | Eufória                    | Jelölve  |
| 2022 | Primetime Emmy-díj              | Legjobb drámasorozat                                                                                        | Eufória                    | Jelölve  |
| 2023 | Golden Globe-díj                | Legjobb női főszereplő (drámasorozat)                                                                       | Eufória                    | Elnyerte |
| 2022 | Szaturnusz-díj                  | Legjobb női főszereplő                                                                                      | Pókember: Nincs hazaút     | Jelölve  |
| 2025 | Szaturnusz-díj                  | Legjobb női főszereplő                                                                                      | Dűne: Második rész         | Jelölve  |
| 2025 | Golden Globe-díj                | Legjobb női főszereplő (musical/vígjáték)                                                                   | Challengers                | Jelölve  |

## Videóklipek
| Év   | Cím                                                            | Rendező                    |
| ---- | -------------------------------------------------------------- | -------------------------- |
| 2009 | Hot N Cold                                                     | nem ismert                 |
| 2011 | Watch Me (Bella Thorne közreműködésével)                       | Lipo Chang                 |
| 2011 | Dig Down Deeper                                                | nem ismert                 |
| 2011 | Swag It Out                                                    | Glenn A. Foster            |
| 2012 | Something to Dance For/TTYLXOX (Bella Thorne közreműködésével) | nem ismert                 |
| 2012 | Fashion Is My Kryptonite (Bella Thorne közreműködésével)       | Marc Klasfeld              |
| 2013 | Like We Grown (mellékszereplő, Trevor Jackson videóklipje)     | Mike Ho                    |
| 2013 | Contagious Love (Bella Thorne közreműködésével)                | Marc Klasfeld              |
| 2013 | Replay                                                         | Colin Tilley               |
| 2014 | My Baby                                                        | Stephen Garnett            |
| 2017 | Versace on the Floor (Bruno Mars videóklipje)                  | Bruno Mars & Cameron Duddy |